# Harpotettix
Harpotettix is een geslacht van rechtvleugeligen uit de familie veldsprinkhanen (Acrididae). De wetenschappelijke naam van dit geslacht is voor het eerst geldig gepubliceerd in 1981 door Descamps.

## Soorten
Het geslacht Harpotettix omvat de volgende soorten:
- Harpotettix cutucu Amédégnato & Poulain, 1987
- Harpotettix virgatipes Descamps, 1981